# Gewone vioolrog
De gewone vioolrog (Rhinobatos rhinobatos) is een vissensoort uit de familie van de vioolroggen (Rhinobatidae). De soort komt voor in het oosten van de Atlantische Oceaan van het zuiden van de Golf van Biskaje tot de kust van Angola, en in de Middellandse Zee. De gewone vioolrog wordt zelden groter dan 1 meter.

## Naamgeving
De wetenschappelijke naam van de soort werd in 1758 als Raja rhinobatos gepubliceerd door Linnaeus. Linnaeus zelf volstond met het geven van een zeer beknopte beschrijving en verwees verder naar Peter Artedi (1738), Pierre Belon (1553), Conrad Gesner (1604), Ippolito Salviani (1558), Francis Willughby (1686) en John Ray (1713). In totaal zijn er meer dan 20 beschrijvingen van voor Linnaeus bekend.

### Synoniemen
De volgende namen worden als synoniemen beschouwd:
- Leiobatus panduratus Rafinesque, 1810[13]
- Raja columnae Blainville, 1816, nomen nudum ("Raia")[14]
- Squatinoraja colonna Nardo, 1824
- Rhinobatos duhameli Blainville, 1825, nom. superfl. ("Rhinobatis")[15]
- Rhinobatos columnae Bonaparte, 1836, nom. superfl. ("Rhinobatus")[16]

## Habitat
De gewone vioolrog leeft in troebel water op modderige zeebodems op een diepte van ongeveer 100 meter. De rog beweegt zich langzaam voort over de bodem en soms kruipt hij half in de modder. De soort leeft van kleinere vissen en ongewervelde mariene soorten.